# 塞尔河
塞尔河（法語：Cère，法語發音：[sɛʁ]）是法国康塔尔省、科雷兹省和洛特省的河流，是多爾多涅河的左支流，长120.4千米。